# Isla de Sacrificios
Az Isla de Sacrificios (spanyol nevének jelentése: áldozatok szigete) a Mexikói-öböl egyik partközeli kis szigete, amely a mexikói Veracruz városhoz van a legközelebb.

## Leírás
A sziget a Mexikói-öbölben található, Veracruz városának partjaitól mintegy másfél kilométer távolságra, a forgalmas kikötőtől délkeleti irányban néhány km-re. Hossza körülbelül 450, szélessége 198 méter.
Nevét onnan kapta, hogy a spanyol hódítás előtti időkben az őslakók szent helyként tisztelték, ahol gyakran emberáldozatokat mutattak be isteneiknek. A halottakat is a szigeten temették el. Az egykori oltárnak mára a maradványai sem látszanak, és abból a katonai kórházból, amit később a spanyolok építettek, szintén alig maradt néhány faltöredék, valamint az egykori puskaportároló is szinte teljesen megsemmisült. A francia megszállás idején egy obeliszk formájú emlékművet emeltek itt, ma pedig emellett és egy világítótorony mellett csak néhány olyan ház található a szigeten, ahol a dolgozók és az őrök tartózkodnak.
A sziget és a közvetlen környezetében található korallzátonyok gazdag élővilággal rendelkeznek, amely azonban igen érzékeny, és nagy károkat okoz benne mind a tengerbe ömlő szennyezett víz, mind a korábban nagy méreteket öltő emberi beavatkozás: a kikötőépítés és a halászat miatti zátonyrombolás éppúgy, mint a kereskedelmi és kézműves célokra történő korallgyűjtés (-lopás). Emellett a körülbelül 700 éves, eltemetett és még teljesen fel nem tárt régészeti emlékek is kiemelkedő, de veszélyeztetett értéknek számítanak, emiatt 1983-ban (több mint 50 tonna szemét összegyűjtése után) a szigetet lezárták a látogatók elől, ezzel is elejét véve a turistaáradat által okozott károknak. Az idő múlásával egyre többen lettek azonban, akik újra meg akarják nyitni a szigetet, mert a turizmusból bevételeket remélnek.
Az 1983-as lezárás előtt a gazdag élővilág teljesen visszaszorult, de azóta jórészt regenerálódott: 123-fajta vörös- és 70-féle zöldmoszat, 52-féle puhatestű és 256 halfaj él itt, és számos madár, köztük vándormadarak találnak maguknak menedéket a szigeten, összesen 81 faj. A hüllők öt neméből figyeltek meg példányokat, többek között a közönséges cserepesteknős is hosszú idő után visszatért tojást rakni a szigetre.

## Képek

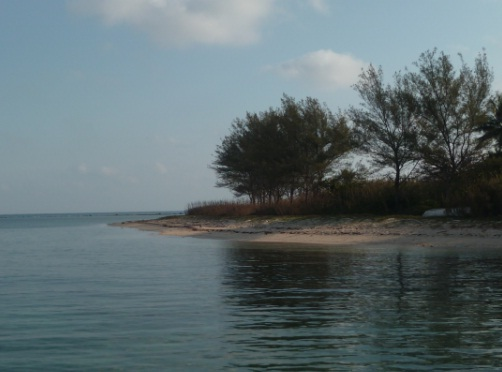
Partvidék
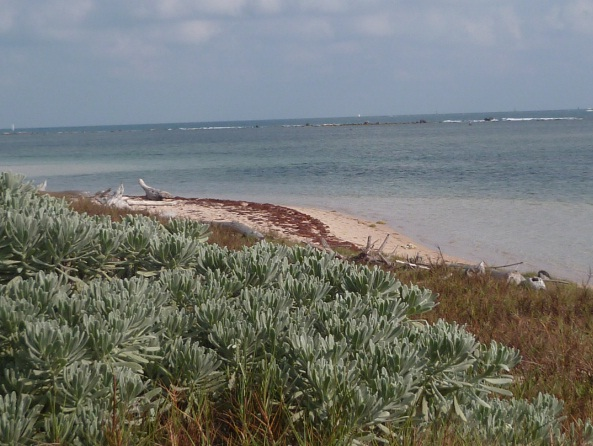
Partvidék
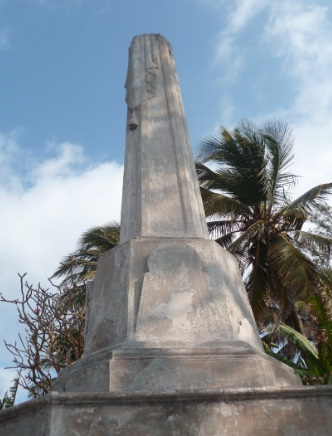
Emlékmű a szigeten
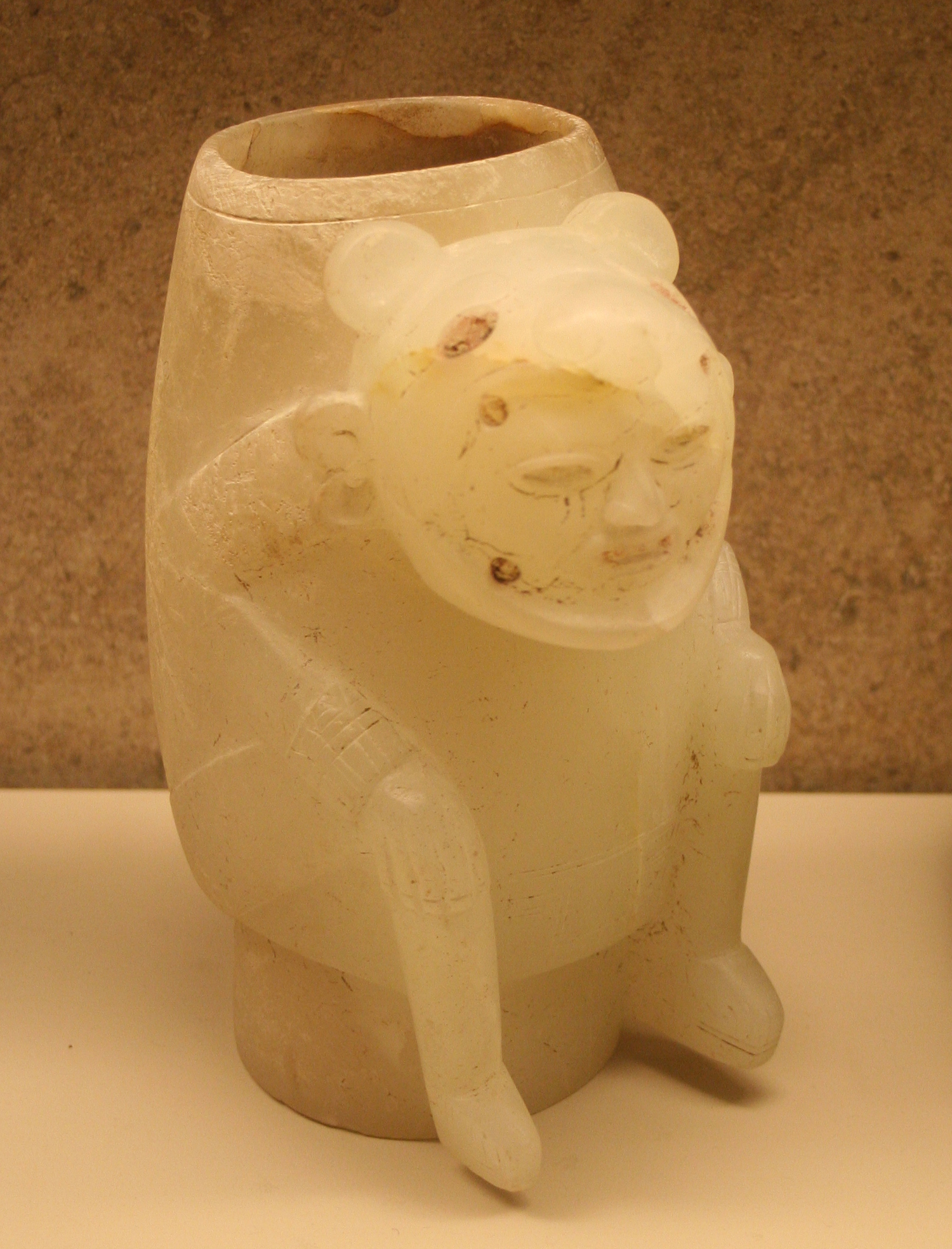
A szigetről származó régészeti lelet